# Cuspidatula robusta
Cuspidatula robusta là một loài rêu trong họ Adelanthaceae. Loài này được Váňa & L.Söderstr. mô tả khoa học đầu tiên năm 2013.